# Power Supply
Power Supply — музичний альбом гурту Budgie. Виданий у жовтні 1980 року лейблом RCA. Загальна тривалість композицій становить 37:18. Альбом відносять до напрямку хард-рок, важкий метал.

## Список пісень
1. «Forearm Smash» — 5:40
2. «Hellbender» — 3:25
3. «Heavy Revolution» — 4:28
4. «Gunslinger» — 5:03
5. «Power Supply» — 3:41
6. «Secrets In My Head» — 3:58
7. «Time To Remember» — 5:27
8. «Crime Against The World» — 5:36